# 포스코와이드

## 개요
“고객과 함께 성장하는 종합부동산 솔루션 파트너”
포스코와이드는 1994년 창립 이래 빌딩·시설 운영관리를 시작으로 골프&레저, 실내건축, 환경인프라 등 다양한 형태의 부동산 종합관리 전문서비스를 제공하며 고객과 함께 성장해왔다. 앞으로도 품격 있는 양질의 서비스로 고객 가치를 제고하고 지속 가능한 미래를 구축해 나아갈 것이다.

## 사업장
포스코센터(대치동), 포스코타워-역삼(역삼동), 포스코타워-송도, 잭 니클라우스 골프장, 포스코건설 사옥, 포스코인재창조원(이상 송도), 포항 및 광양 등 포스코그룹 관련 시설들의 관리를 전담하고 있다.
SFC, 대신파이낸스센터, NC소프트 사옥, 네이버 사옥의 관리도 맡고 있다.
포항srf에너지화운영그룹, 광주srf도 운영중이다.

## 사옥
본사는 서울특별시 중구 을지로1가 금세기빌딩에 위치했었다. 동 건물은 서울특별시청 바로 옆이라는 천혜의 위치를 자랑하며 포스코가 대치동 포스코센터를 건립해 이전하기 전까지 본사 사옥이었다. 포스코와이드는 금세기빌딩을 강건재를 활용한 서울광장의 랜드마크로 재개발 할 예정이며,  현재는 본사를 태평로빌딩으로 이전했다.

## 연혁
- 1994년 5월 (주)동우사 설립
- 1996년 11월 테크노마트 - 21빌딩 운영관리 컨설팅 계약 체결
- 1998년 9월 중국상해 POS-PLAZA 빌딩운영관리 컨설팅 계약 체결
- 1998년 11월 ISO9001(품질), ISO14001(환경)인증 획득(빌딩&서비스)
- 2000년 8월 포항 공동주택 운영관리 개시
- 2001년 11월 지역난방 설비·운전관리
- 2005년 5월 POSCO 계열회사 편입
- 2007년 1월 사명 변경 (주)동우사 -> (주)포스메이트
- 2008년 6월 파주 J-Public 골프장 오픈
- 2009년 7월 노사문화 우수기업 선정(노동부)
- 2009년 10월 시설관리 서비스 KS인증
- 2011년 4월 포스메이트인슈어보험중개 출자
- 2013년 1월 포스메이트-승광 통합
- 2014년 1월 중국 물업관리법인 설립(포항(북경)물업관리유한공사)
- 2017년 11월 사우디FM J/V SAKM 합작 설립
- 2019년 2월 (주)포스코오앤엠으로 상호 변경
- 2022년 7월 잭 니클라우스 골프클럽 코리아 인수
- 2023년 3월 (주)포스코와이드로 상호 변경